# 1999年貴族院法
1999年貴族院法（1999ねんきぞくいんほう、英語: House of Lords Act 1999）は、イギリスの法律、議会制定法。トニー・ブレア率いる労働党内閣のもと貴族院改革の一環として提出・検討され、1999年11月11日に女王裁可を受けて施行された。世襲貴族は本法の制定によって自動的に貴族院の議席を得る権利を失ったが、前庶民院議長の提言から紋章院総裁を含む92名の世襲貴族は引き続いて同院の議席を占めることとなった。
貴族院は1999年10月の時点で1330議席を擁していたが、本法による議席の強制喪失に伴って施行後の2000年6月には669議席と半減した。その結果、一代貴族の占める割合が増加して、同院における数的優位性をもたらした。

## 背景

### 英国議会史と改革までの道

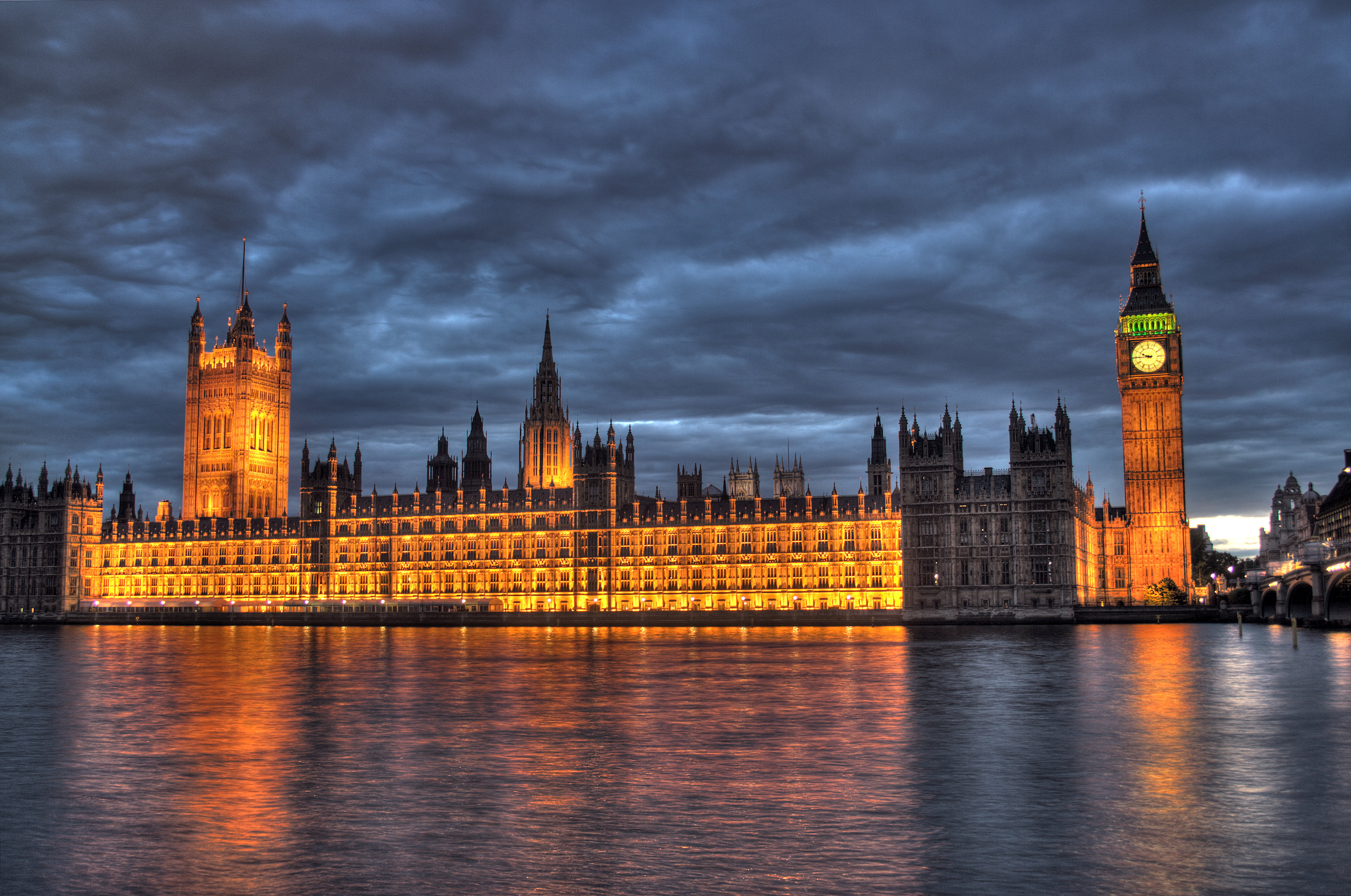
英国議会議事堂

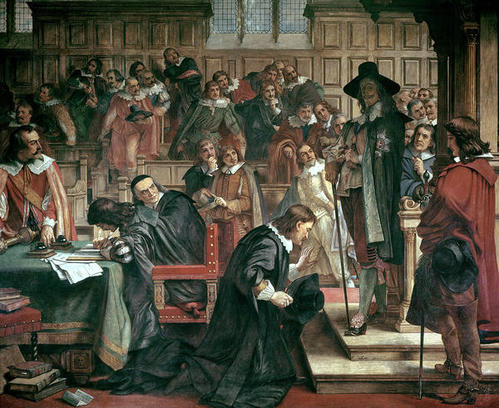
軍隊を伴って乱入した国王に強く諫言するレンソール庶民院議長。19世紀の画家チャールズ・ウェスト・コープによって描かれた。

イングランドにおける二院制を基礎とする会議体は14世紀中葉に成立した。これ以降、クロムウェル台頭期に貴族院が廃された時期を除き、二院制は確立された制度として現在に至っている。その歴史においては、16世紀までは庶民院が貴族院の下級的地位に甘んじるものであったが、徐々に対等な関係性が構築されていく。
17世紀の清教徒革命および名誉革命は絶対王政の終焉を促進するとともに、その政治的支配権を貴族院より庶民院に移行させる嚆矢となった。例えば長期議会中の1641年に、国王チャールズ1世が法と慣例を破って議院内に軍隊を伴って登院、王に反抗的な5人の議員の逮捕を迫った。この際に、庶民院議長ウィリアム・レンソールは国王に敢然と『国王陛下、私は議院に仕える者としてここにいるのですから、議会の指示なしには陛下に対して見る目も聞く耳も持ちません。陛下のご下問に対しては、こう奉答する以外にはございません』と啖呵を切って、庶民院の地位の向上に成功している。
さらにこれ以降の歴史においても、1832年改革法による選挙権拡大以後は、「貴族院は予算などの重要な政策に対して最終的に庶民院に譲歩すべき」といった考え方が醸成されるに至り、一段と庶民院の優勢化が進んだ。こうした傾向と慣習は1911年議会法と1949年議会法成立に伴って一段と強化されるとともに、さらに一歩踏み込んで「貴族院に代わる第二院の形成を指向する」流れとなった。ただし、貴族院内では依然として保守党による支配が継続しており、改革を伴う法案等は果敢に反対、廃案に追い込まれている。そのため、19世紀にかけては自由党が、20世紀以降は労働党がそれぞれ貴族院廃止を含む改革の必要性を訴え続けた。

### ブレアによる貴族院改革示唆と反応

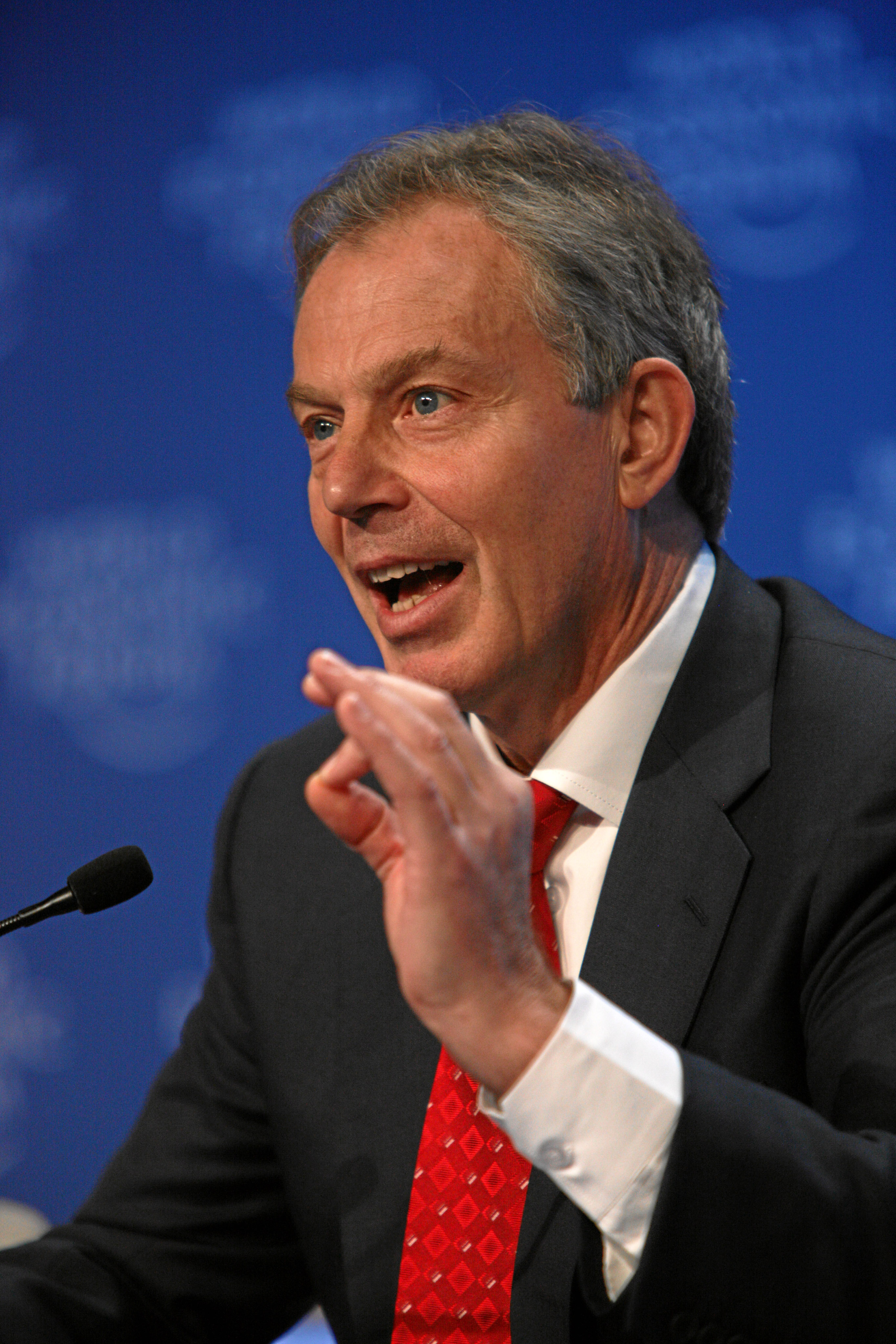
貴族院改革を主導したトニー・ブレア

トニー・ブレア率いる労働党は1997年総選挙で地滑り的な勝利を収めて首相に就任した。労働党はもともと憲法改革を伴う貴族院の廃止を標榜していたが、1992年以降は立法による貴族院改革へと大きく方針転換を果たしていた。
貴族院はこうした労働党政府の方針に異を唱えていたほか、ブレア政権発足後最初の一年間だけで政府与党法案を計38回にわたり否決して対決姿勢を鮮明にした。とりわけEU議会選挙法案が5度にわたって貴族院によって否決されるに及び、ブレアは「保守党は民主的に選ばれた意思を挫き、かつ覆すべく世襲貴族を用いている」と保守党と貴族院を厳しく批判した。
ブレアはこの出来事を労働党の掲げる改革遂行の好機とみなして、その是非を検討し始めた。
1998年11月24日に議会が開会すると、同日の女王演説において貴族院改革に言及し、同改革を追求する姿勢を明らかにした。そのため議場は騒然となり、与党党員は「Hear! Hear!(然り!然り!)」との声を挙げ、かたや保守党党員は「Shame! Shame!(恥を知れ、恥を!)」との声を張り上げて紛糾するなど、波乱の幕開けとなった。
さらに年が明けた1999年1月、ブレアは間髪をいれずに白書『議会の現代化―貴族院改革』及び貴族院法案を発表した。その白書は、①世襲貴族の出席及び表決権を廃止する法案の提出、②長期的改革実施のために王立委員会の設置、③クロスベンチャー議員に関する首相の任命権縮小が骨子として盛り込まれていた。

## 法案審議

### 法案審議前の駆け引き

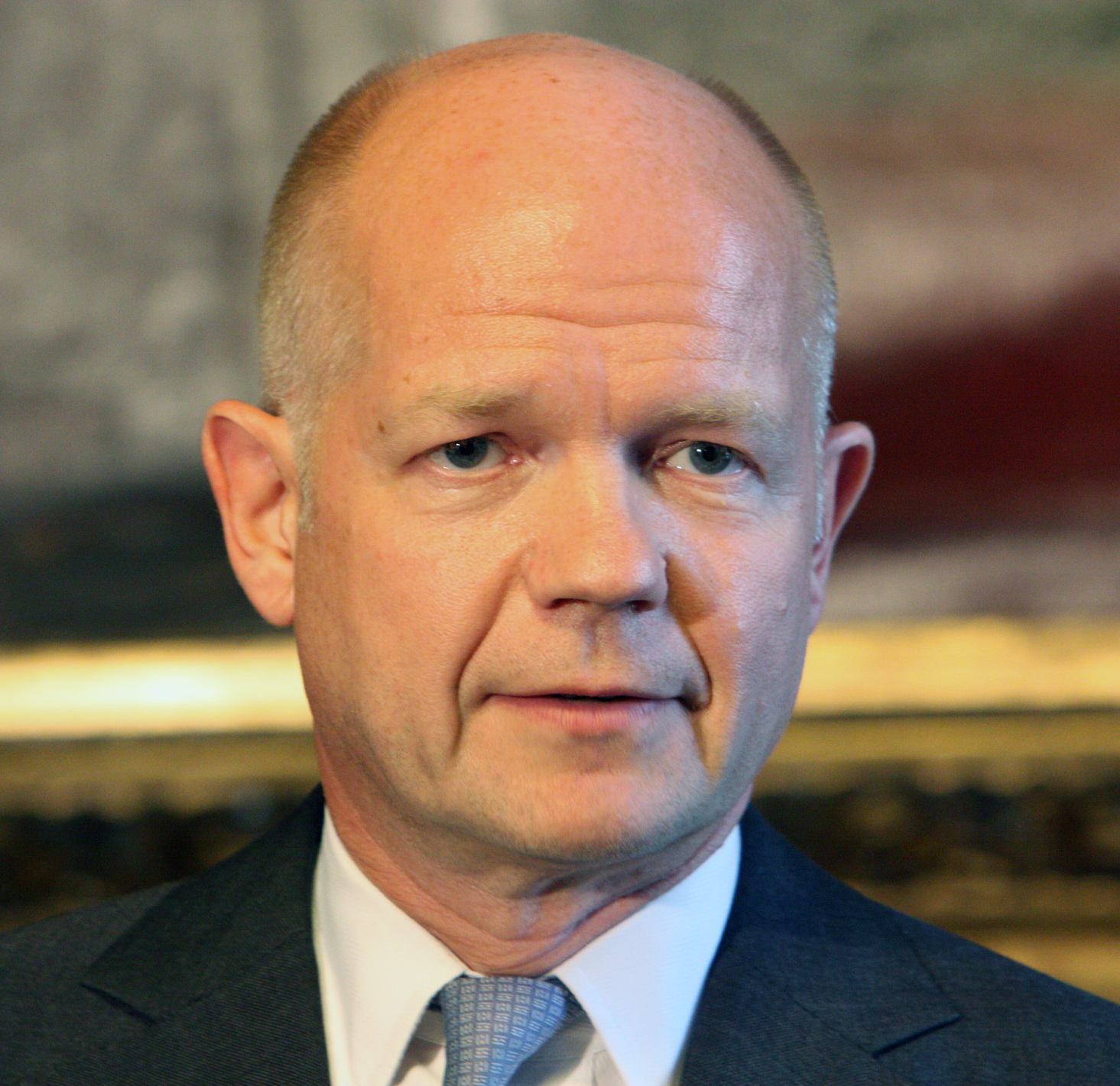
保守党党首(当時)ウィリアム・ヘイグ

貴族院における本法案審議はかなりの難航が予想されており、審議以前のブレア内閣組閣時から遅滞戦術を公言する貴族院議員も現れていた。例えば、第7代オンズロー伯爵は「(当時審議中の)スコットランド法案の各条項に分割審議を強いることができて嬉しく思う。各審議には20分を要し、270以上の条項があるのだから」と発言した。こうした発言に対して、セントビュードーのランダル卿は「爵位の相続資格を奪って世俗貴族を段階的に廃止すべきだ」との提言を寄せて、保守党への牽制を図った。また、労働党所属のパディトンのジェイ女卿は「貴族院はソールズベリー・ドクトリンの慣習から法案を阻止できないだろう」といった異なる観点からの感想を抱いたという。
こうした状況から、ブレアは法案審議に先立って貴族院側に歩み寄り、世俗貴族が暫定的に貴族院に留まる妥協案を提案した。これを受けて保守党党首ウィリアム・ヘイグは首相の言動の一貫性のなさを示唆するとともに、「ブレア首相は貴族院を『お友達議会』に変えたいのだ」と強く批判した。さらにヘイグは、包括的な計画や原則に基づかない憲法改正に対して、保守党は一切賛成しないことを示唆した。しかし、貴族院保守党院内総務のクランボーン子爵が労働党側と妥協を図ったため、この発言は完全に裏目に出ることとなる。そのため、ヘイグは直後にクランボーン卿を同職から辞任させたが、これに抗議して辞職する保守党議員も現れた。

### 法案提出とウェザリル修正

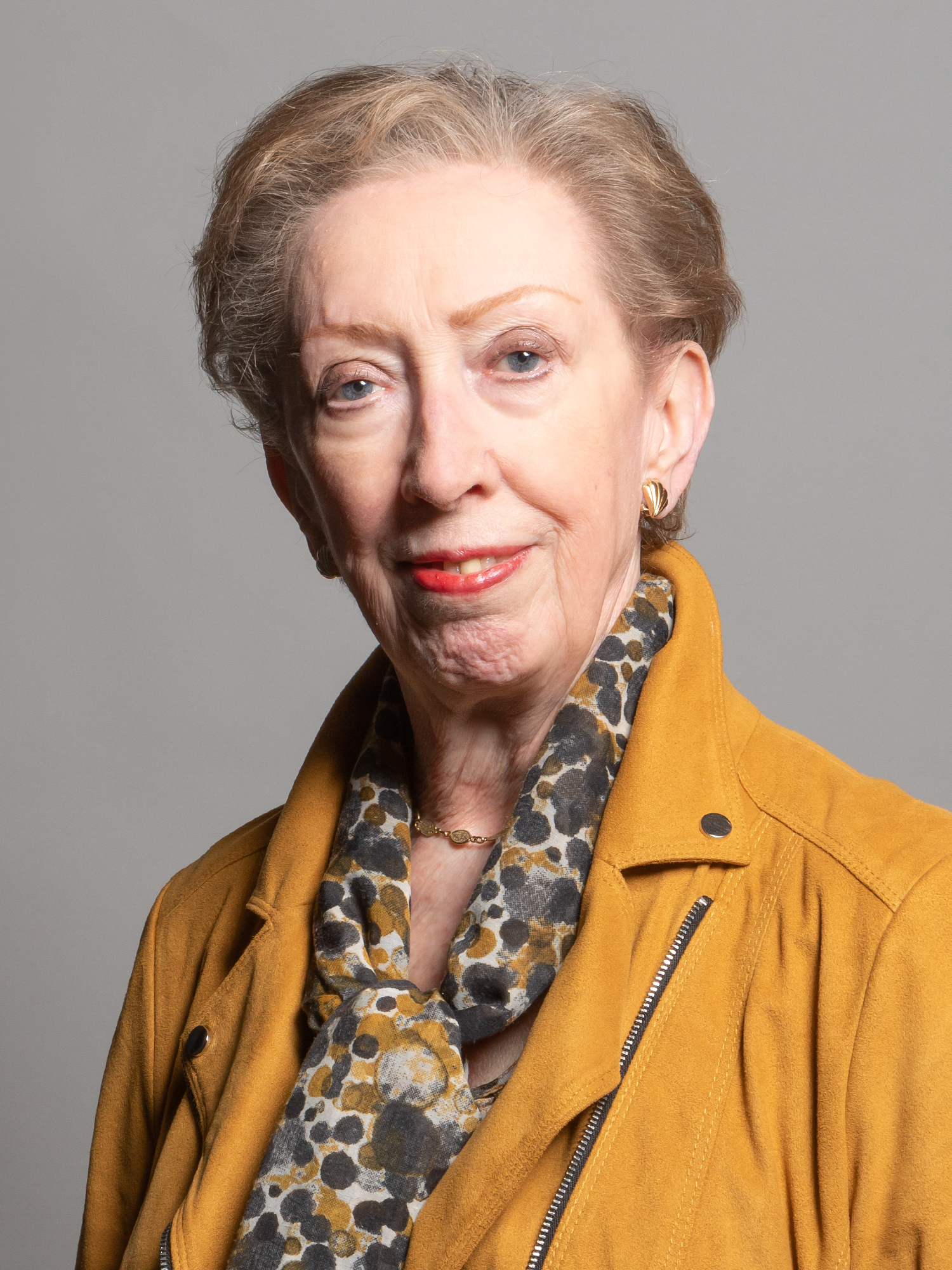
法案提出者のマーガレット・ベケット

貴族院法案は1999年1月19日に庶民院与党院内総務マーガレット・ベケットの名で庶民院に提出されるとともに、これと並行して白書『議会の現代化―貴族院改革』についての討論が始まった。庶民院は3月16日に340対132で法案を可決すると、翌日に法案は貴族院に提出、審議が開始された。事ここに至って、政府から提出された本法案は労働党側と貴族院保守党陣営によってその内容に大きな修正が加えられることとなる。
すなわちその審議段階で、クロスベンチャー所属のウェザリル前庶民院議長の提案で、10%の世俗貴族と副議長、紋章院総裁及び式部卿を残存させることとされ、92名の世俗貴族を残すよう修正することが決まった。この修正の具体的な内容は、前述の貴族院院内総務クランボーン子爵と大法官アーヴィン卿との間で取り決められたほか、本修正によって議席を維持した92人は提案者の名をとってウェザリル貴族(Weatherill peers)と呼ばれている。
ウェザリル貴族のうち、75名の貴族は当時の貴族院内における政党および無所属議員間の政党バランスに比例して選出されたほか、残りの15名は同院において役員を務める議員であり、貴族院の全会一致で選ばれている。

### 貴族院法案は合同条約に抵触しないのか
その他にも、ツウィズデンのメイヒュー卿から「本法案成立後の世襲貴族の立場がはっきりとしない」曖昧な表現の多さが指摘された。またもう一つの大きな問題点として、スコットランド貴族を含む全世襲貴族の議席を削除する本法案は、1707年合同法と合同条約に抵触するのではないかという問題提起がなされた。

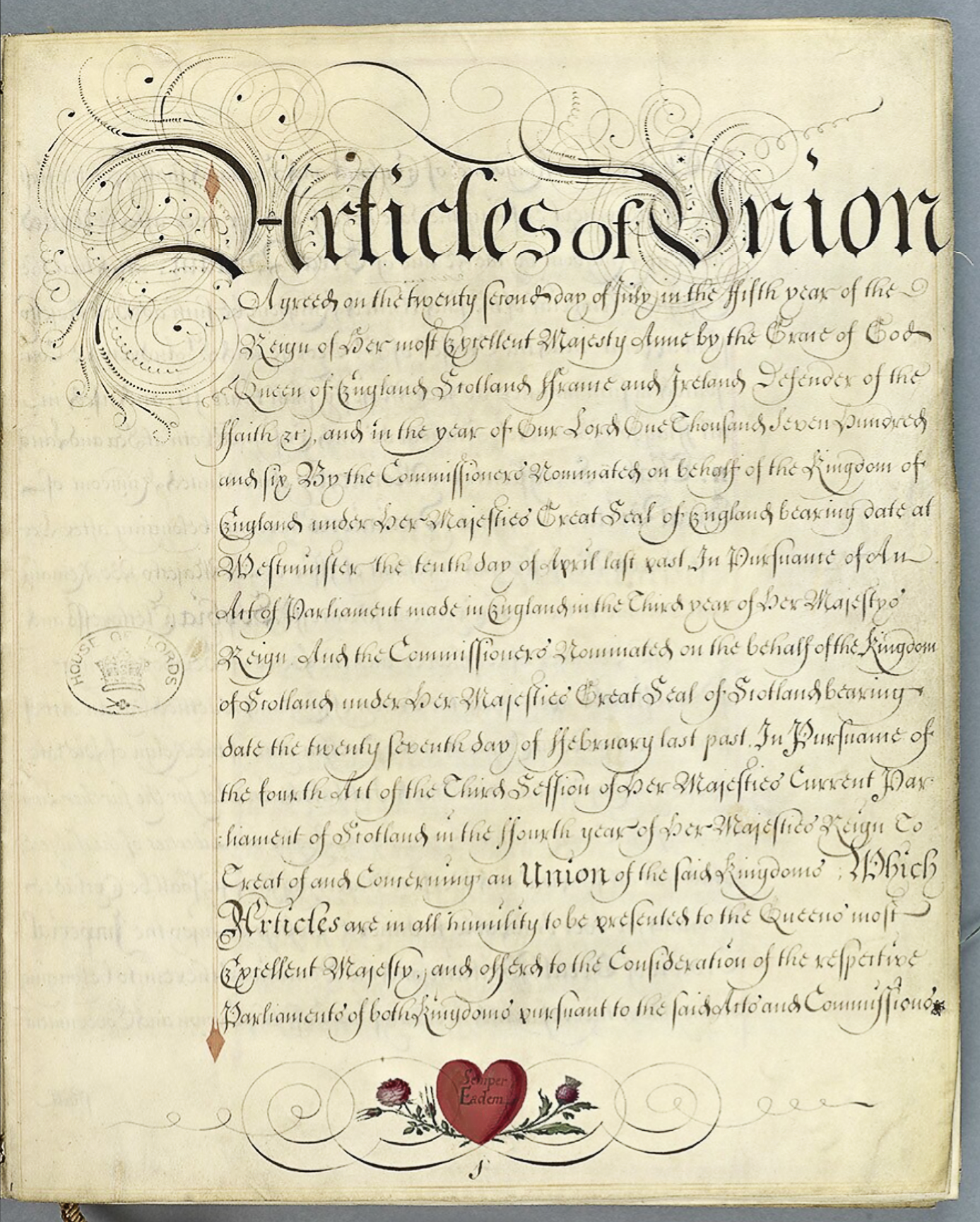
合同条約

そもそも、スコットランドは合同条約によって16名のスコットランド貴族を貴族代表議員として貴族院に送ることが保障されており、加えて1963年貴族法施行以降はスコットランド貴族全員が議席を持つことを許されていた。それゆえ、本法案は合同法と同条約第22条に違反するとともに、これを防ぐには合同の解消しかなく、そうした事態は貴族院の望むものではないとした。
これに対して、労働党政府は同条項が「堅固に保護された条項」ではないこと、議会主権に基づき法改正することも可能であることの2点を政府見解とした。
最終的には貴族院特権委員会は貴族院法案が成立しても合同法の条項が破られることはないと認定することで落着した。

### 法案成立
特権委員会において第2回報告まで開催、審議されたのち、1999年10月26日に221対81で貴族院を通過した。貴族院審議時も一部の例外を除いて、滞りなく進行、同年11月11日に女王裁可を受けて、即日施行された。

## 内容

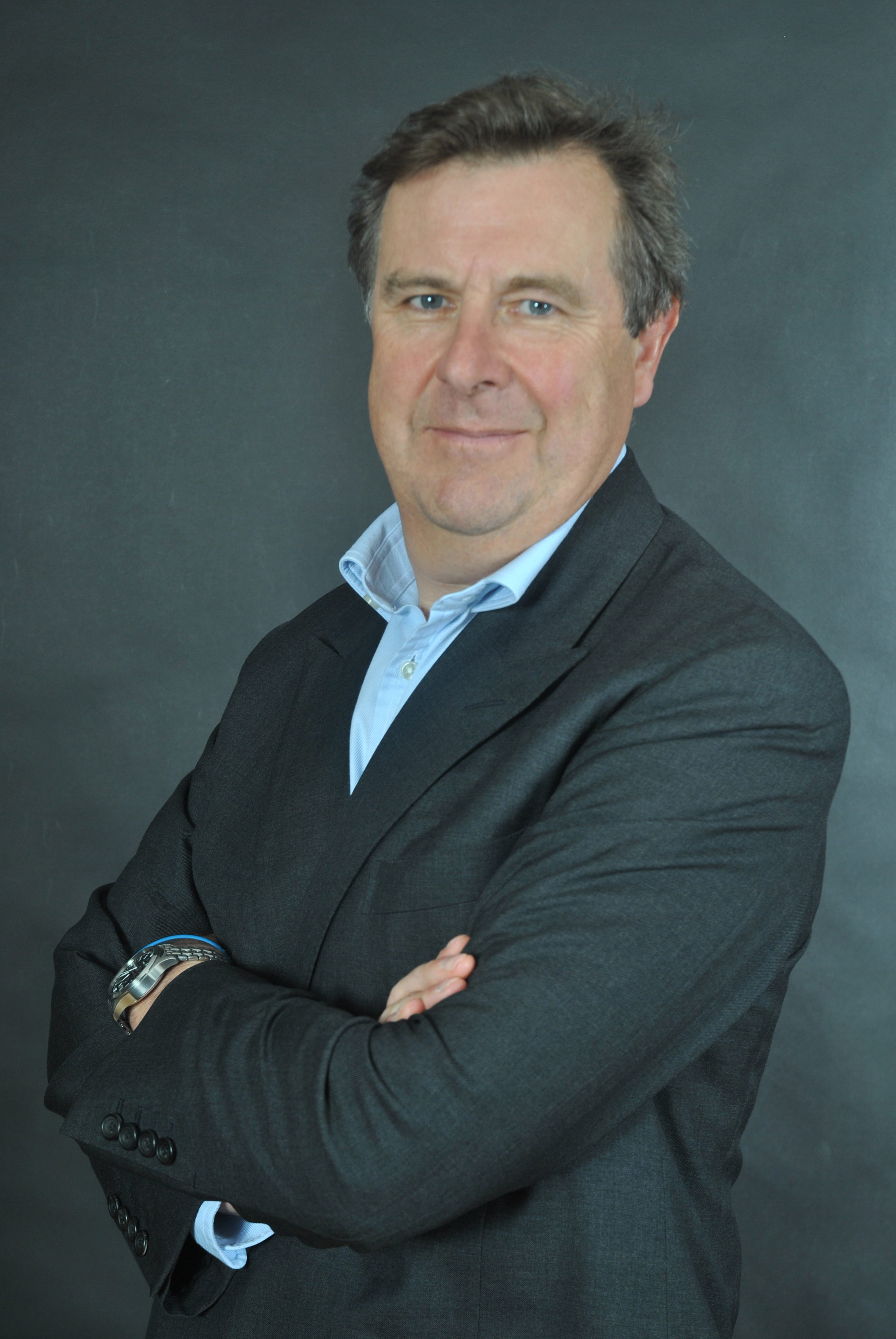
第18代ノーフォーク公爵。ウェザリル貴族の一人で紋章院総裁を世襲。

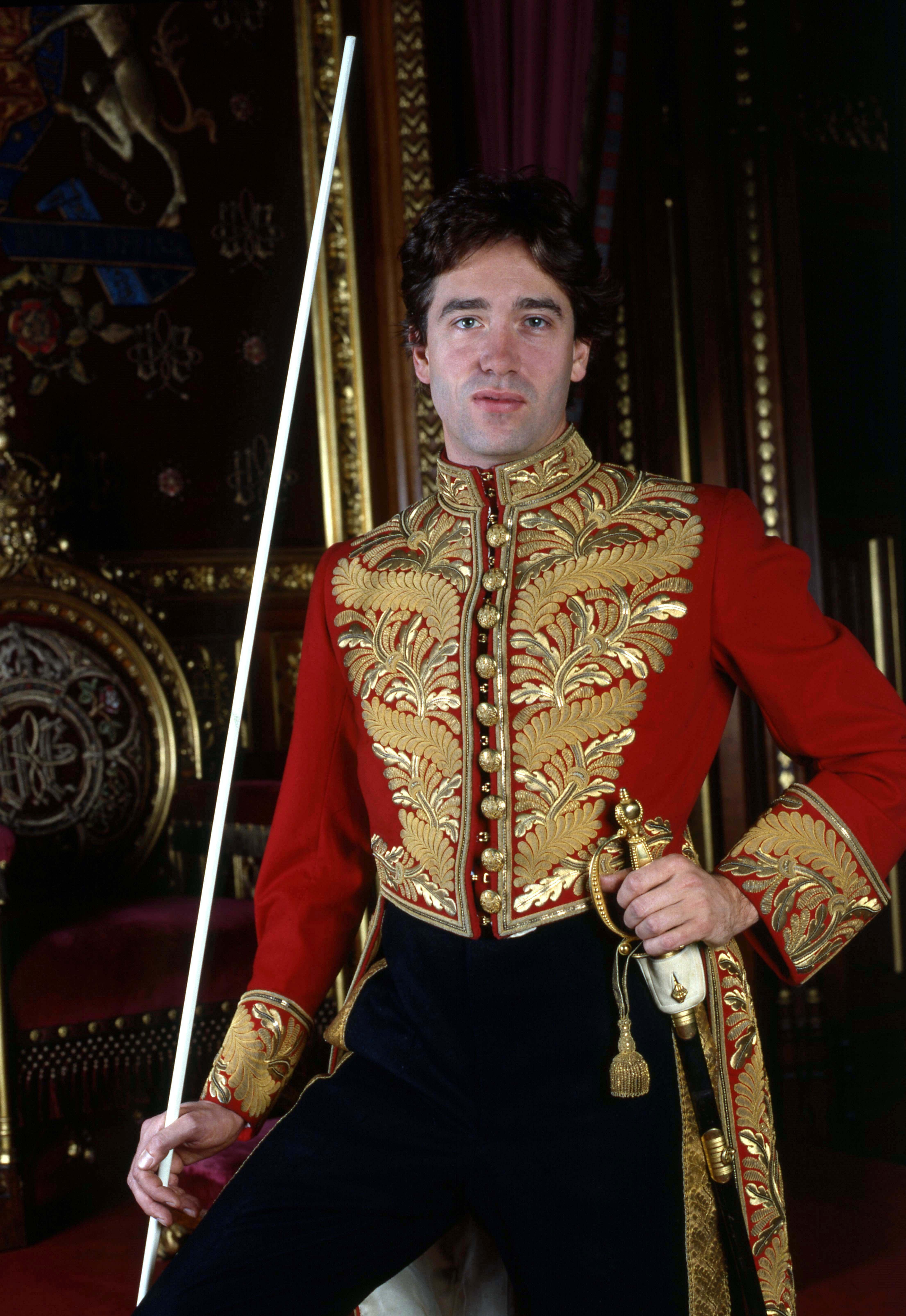
第7代チャムリー侯爵。式部卿を務める。

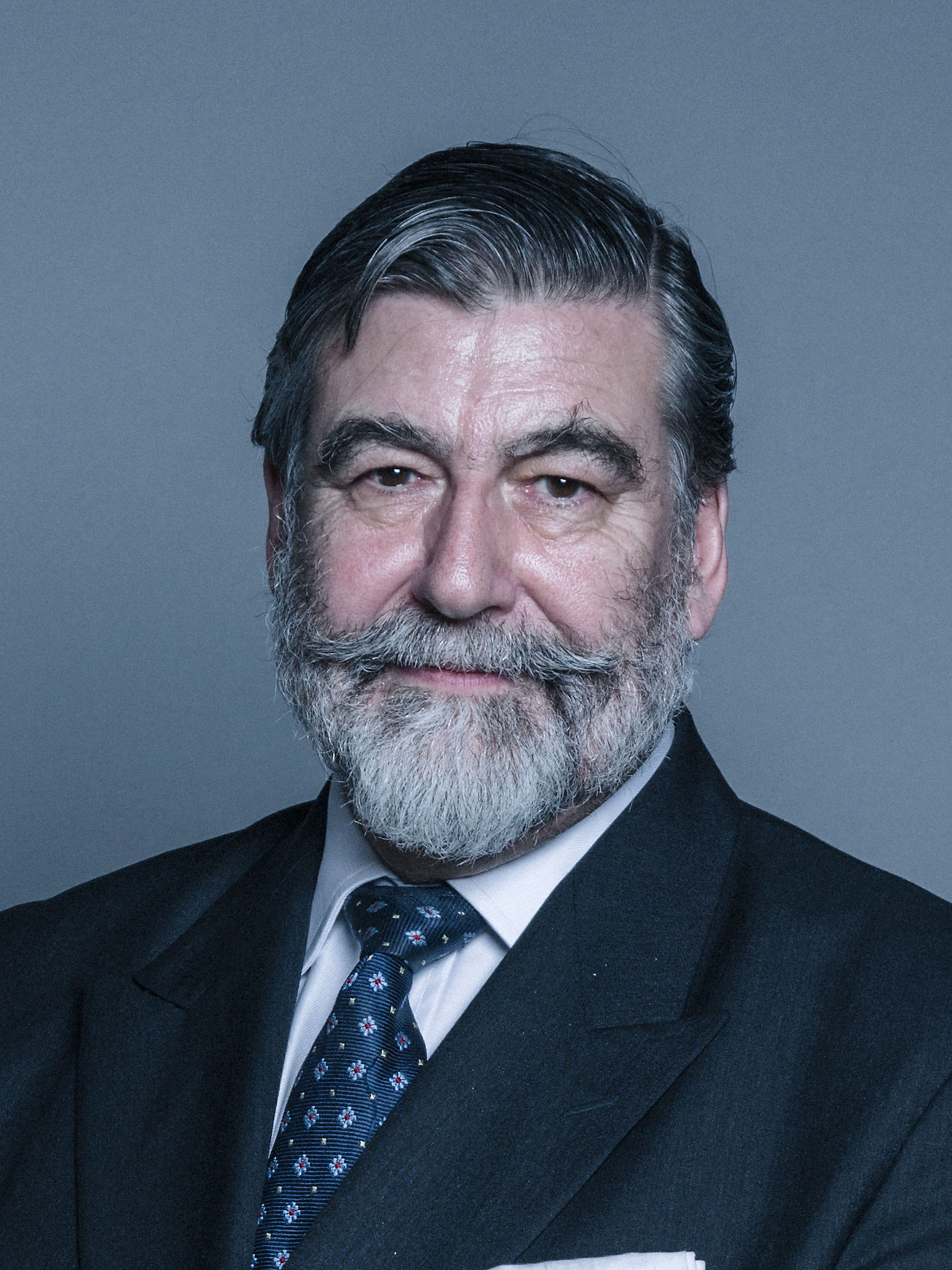
第3代サーソー子爵世襲貴族として初めて庶民院議員に就任した。

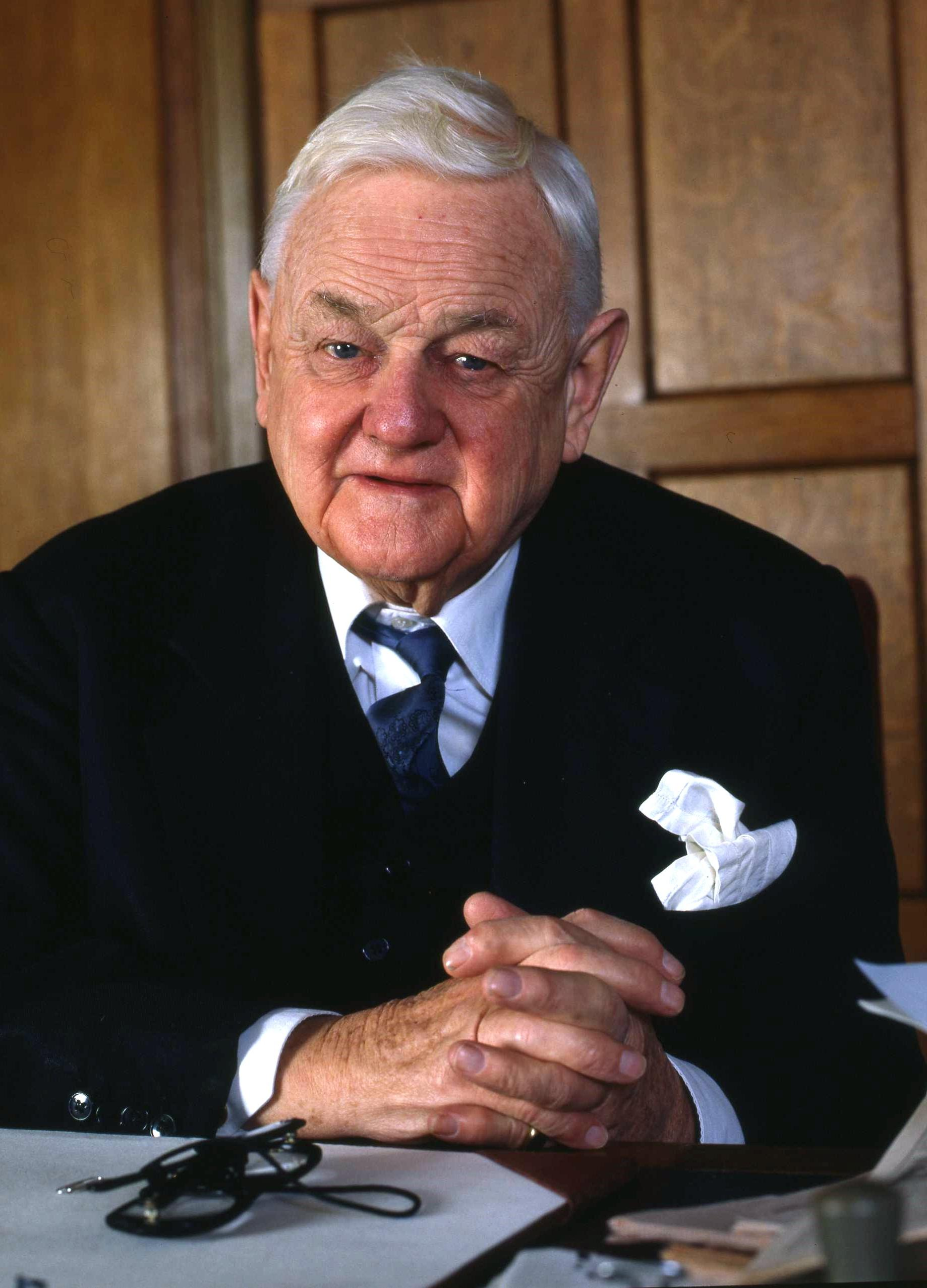
クィンティン・ホッグ元貴族院院内総務。

貴族院法はまず「何人も世襲貴族であるという特権によって貴族院議員たり得ない」と規定している。この規定の例外として92名のウェザリル貴族を挙げており、その内訳は紋章院総裁を世襲するノーフォーク公爵、式部卿を世襲するチャムリー侯爵、貴族院議員規則にのっとって選出された90名という構成であった。あわせて、来期の議会よりこの92議席の枠に欠員が生じた場合、直ちに互選による補充選挙を行う旨を定めている。
また、本法によって世襲貴族による庶民院議員就任と庶民院での投票に対する制限も撤廃された。これにより爵位一代放棄はその必要性を失うとともに、第3代サーソー子爵は2001年にこの規定に基づいて英国史上初の庶民院議員に就任した世襲貴族になった。
本法はさらに、「たとえ本人の代で新規に世襲貴族に叙せられた場合でも、自動的に貴族院の議席を得ることはできない」ことを謳っている。そこで労働党政府は以下の本規定対象者を一代貴族に叙して、特に貴族院議員に列することを認めている。
| 肖像 | 対象者                 | 一代貴族爵位                    | 叙爵年月日     | 出典         |
| ---- | ---------------------- | ------------------------------- | -------------- | ------------ |
|      | 初代オルディントン男爵 | ロウ男爵                        | 1999年11月16日 | [ 52 ]       |
|      | 初代ヘイルのエロル男爵 | キルマンのエロル男爵            | 1999年11月16日 | [ 52 ]       |
|      | 初代スノードン伯爵     | アームストロング=ジョーンズ男爵 | 1999年11月16日 | [ 5 ] [ 52 ] |

また、歴代の貴族院院内総務経験者に対しても同様に一代貴族に叙することで議席を維持せしめる措置を講じている。
| 肖像 | 対象者                                         | 一代貴族爵位                     | 叙爵年月日     | 出典          |
| ---- | ---------------------------------------------- | -------------------------------- | -------------- | ------------- |
|      | 第7代ロングフォード伯爵                        | カウリーのペケナム男爵           | 1999年11月16日 | [ 52 ] [ 53 ] |
|      | 第2代シェパード男爵                            | スポールディングのシェパード男爵 | 1999年11月16日 | [ 52 ]        |
|      | 第3代ウィンドルシャム男爵                      | ヘネシー男爵                     | 1999年11月16日 | [ 52 ] [ 54 ] |
|      | 第6代キャリントン男爵                          | アプトンのキャリントン男爵       | 1999年11月17日 | [ 55 ] [ 56 ] |
|      | 第2代ジェリコー伯爵                            | サウサンプトンのジェリコー男爵   | 1999年11月17日 | [ 55 ] [ 57 ] |
|      | 第2代ベルステッド男爵                          | ガンツォーニ男爵                 | 1999年11月17日 | [ 55 ]        |
|      | クランボーン子爵 (のち第7代ソールズベリー侯爵) | ガスコイン=セシル男爵            | 1999年11月17日 | [ 55 ] [ 58 ] |

この際に初代ホワイトロー子爵(元貴族院院内総務)は同年7月1日に亡くなっており、一代貴族には叙されていない。また、クィンティン・ホッグ元院内総務は1970年にすでにメリルボーンのヘイルシャム男爵を授けられていたため、叙爵の対象外となった。
なお、同職を経験していない貴族院議員も同様で、一代貴族爵位を得ていたものはそのまま同院の議席を維持している。例えば、第29代クロフォード伯爵は1975年にベルニール男爵に叙されていたことから、その後も引き続いて議席を確保することができた。
その一方で、英国王族議員に対しても一代貴族叙爵の提案がなされたが、直後に王族はそのまま議員を務めることとなった。そのため、エディンバラ公やチャールズ3世（当時皇太子）、アンドリュー王子、エドワード王子はこの申出を丁重に拒絶している。

### 第1回貴族院選挙

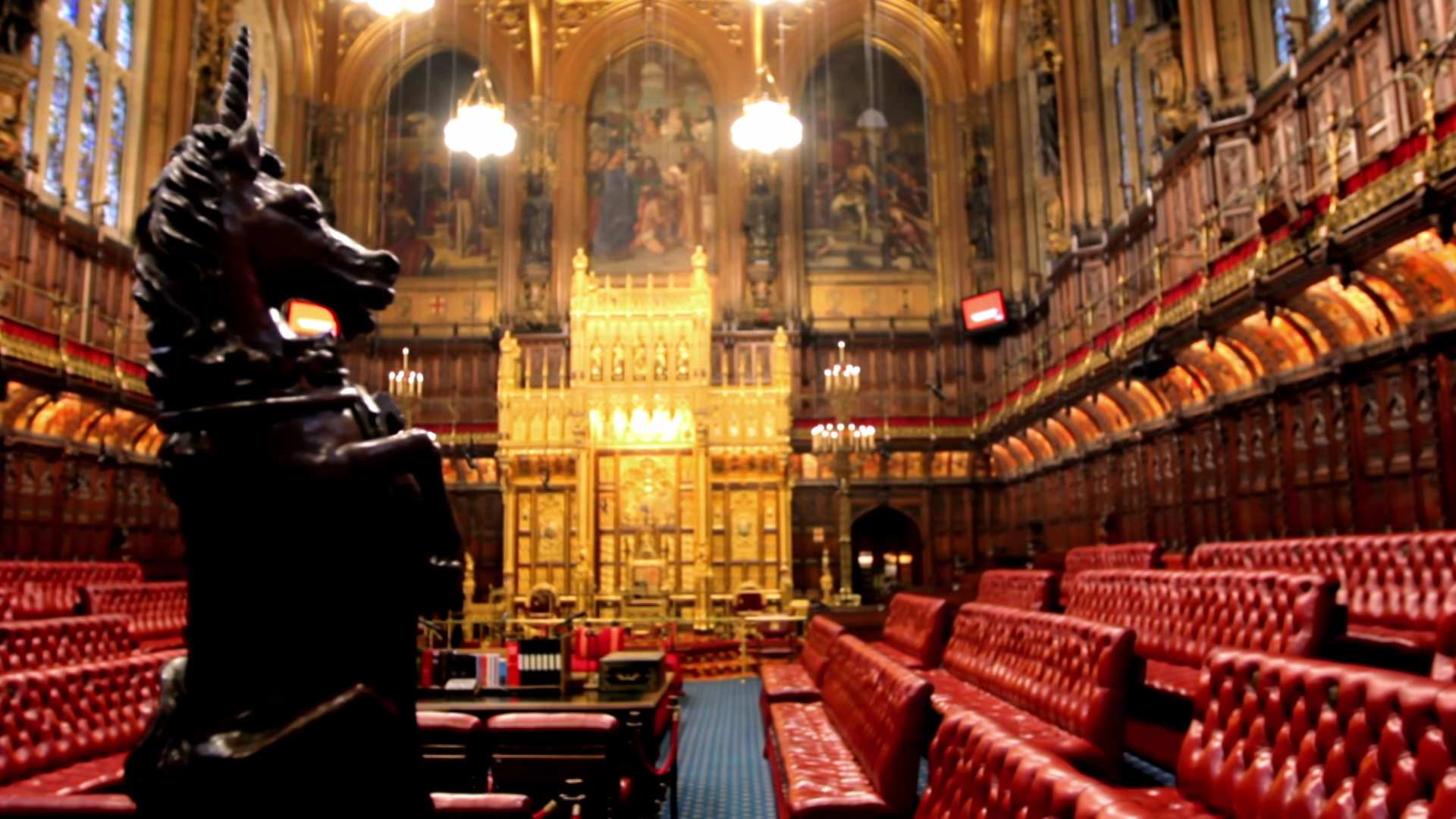
貴族院議院議場。

貴族院法案が貴族院で可決されると、翌日の10月27日から翌28日にかけて役員選出が行われ、29日に結果が発表された。続いて、役員を除く議員選挙が11月3日及び4日に開催され、翌5日に選挙結果が公表された。一連の流れはすべて法案が女王裁可を受ける以前になされたものであり、その議員内訳は以下の通りとなった。
| 党派         | 人数 | 比率(%) | 参考:2013年(%) | 出典   |
| ------------ | ---- | ------- | -------------- | ------ |
| 保守党       | 52   | 39.9    | 28.3           | [ 65 ] |
| 労働党       | 4    | 16.0    | 28.0           | [ 65 ] |
| 自由民主党   | 5    | 6.0     | 12.7           | [ 65 ] |
| クロスベンチ | 28   | 29.2    | 23.1           | [ 65 ] |
| 無所属等     | 3    | 8.8     | 7.8            | [ 65 ] |

### その後の貴族院選挙
2002年11月以降、議員の死去や辞職に伴ってしばしば補充選挙が行われている。その投票方式には選好投票が採用されており、その得票数が過半数に達したものが当選となる。仮に過半数を得たものがいなかった場合は優先順位付投票制によって選出される。

## その後の貴族院改革

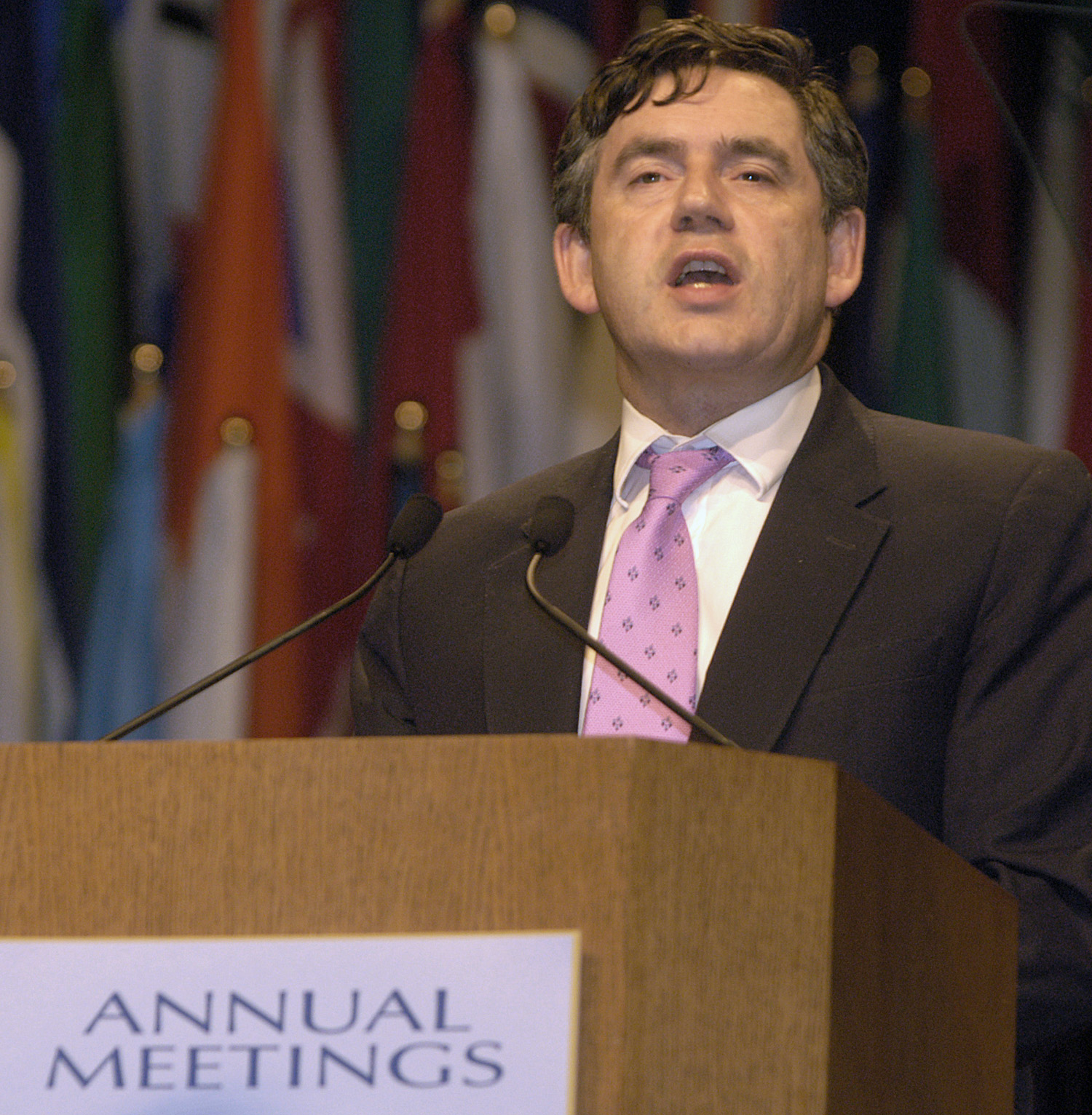
ブレアの後継者ブラウン

労働党政府は貴族院法制定以降も92人の世襲貴族枠を廃止すべく改革の第二段階を主張したが、三次にわたるブレア政権でもその目標を達成することは出来なかった。そのブレアの後を継いだ労働党党首ゴードン・ブラウンは首相に就任するとともに、2007年5月9日に憲法事項省に代わる司法省を設置した。その長たる司法大臣兼大法官にはファルコナー卿、ついでジャック・ストローが就任し、引き続き彼を中心として貴族院改革がすすめられた。
2008年7月にストロー司法相によって白書『公選の第二院―貴族院の更なる改革』が上梓されたものの、翌年に生じた議員経費問題が英国政界を大きく揺るがしたため、改革は急速に下火となるとともに、ブラウン自身も求心力の低下を招いた。
政権末期となる2010年に入ると、ブラウンは再び世襲貴族の排除に言及するとともに、憲法改革及び統治法案を提出した。同法案には①貴族院補充選挙の廃止、②重大な違法行為をした貴族院議員の除名または登院停止、③貴族院議員の辞職に関する規定が盛り込まれていたが、審議の過程で一連の部分は削られてしまい、これらを除いた部分が同年4月の議事一掃期間に成立した。

### 2012年貴族院改革法案

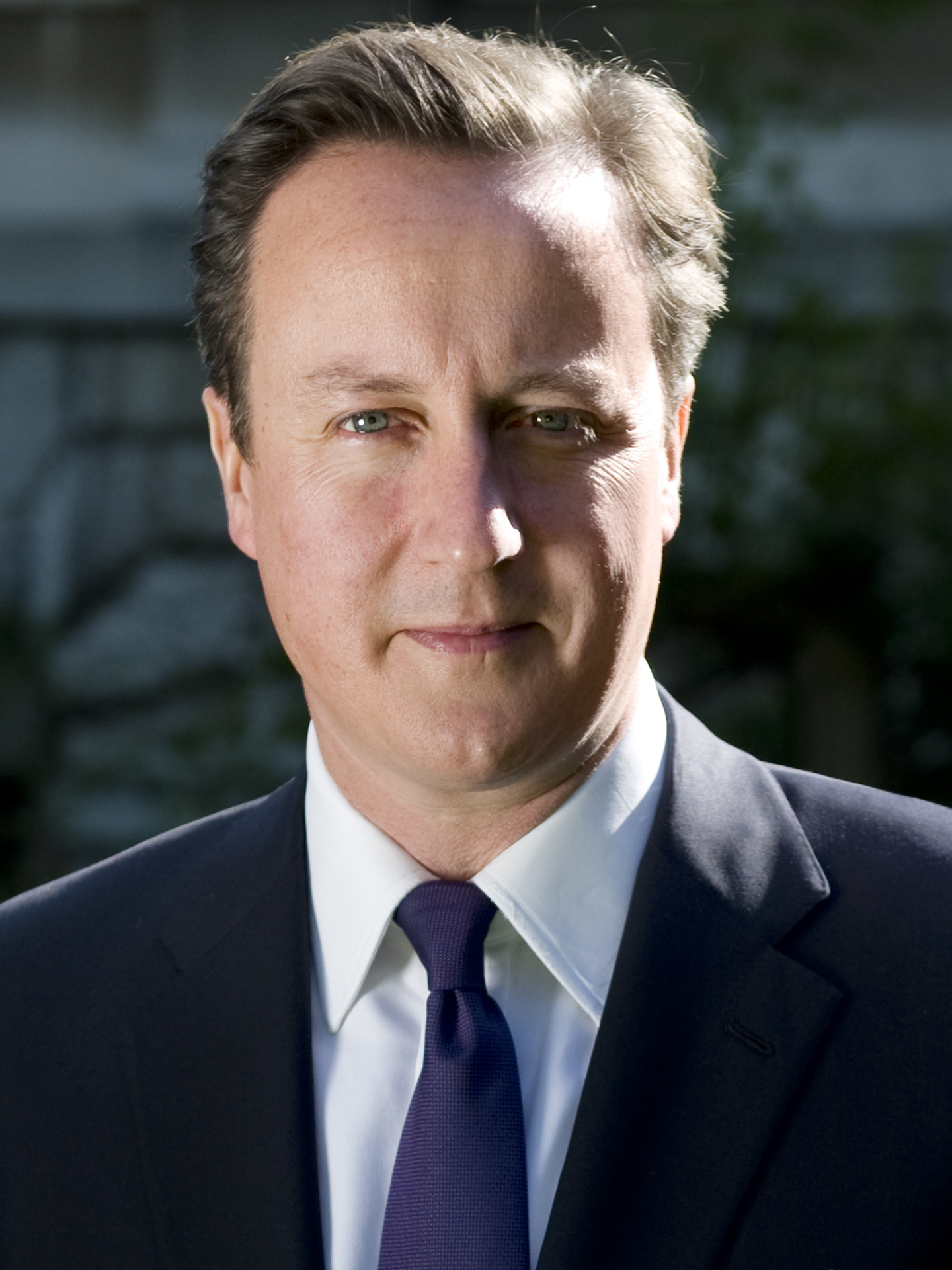
首相デーヴィッド・キャメロン。保守党による貴族院改革を主導した。

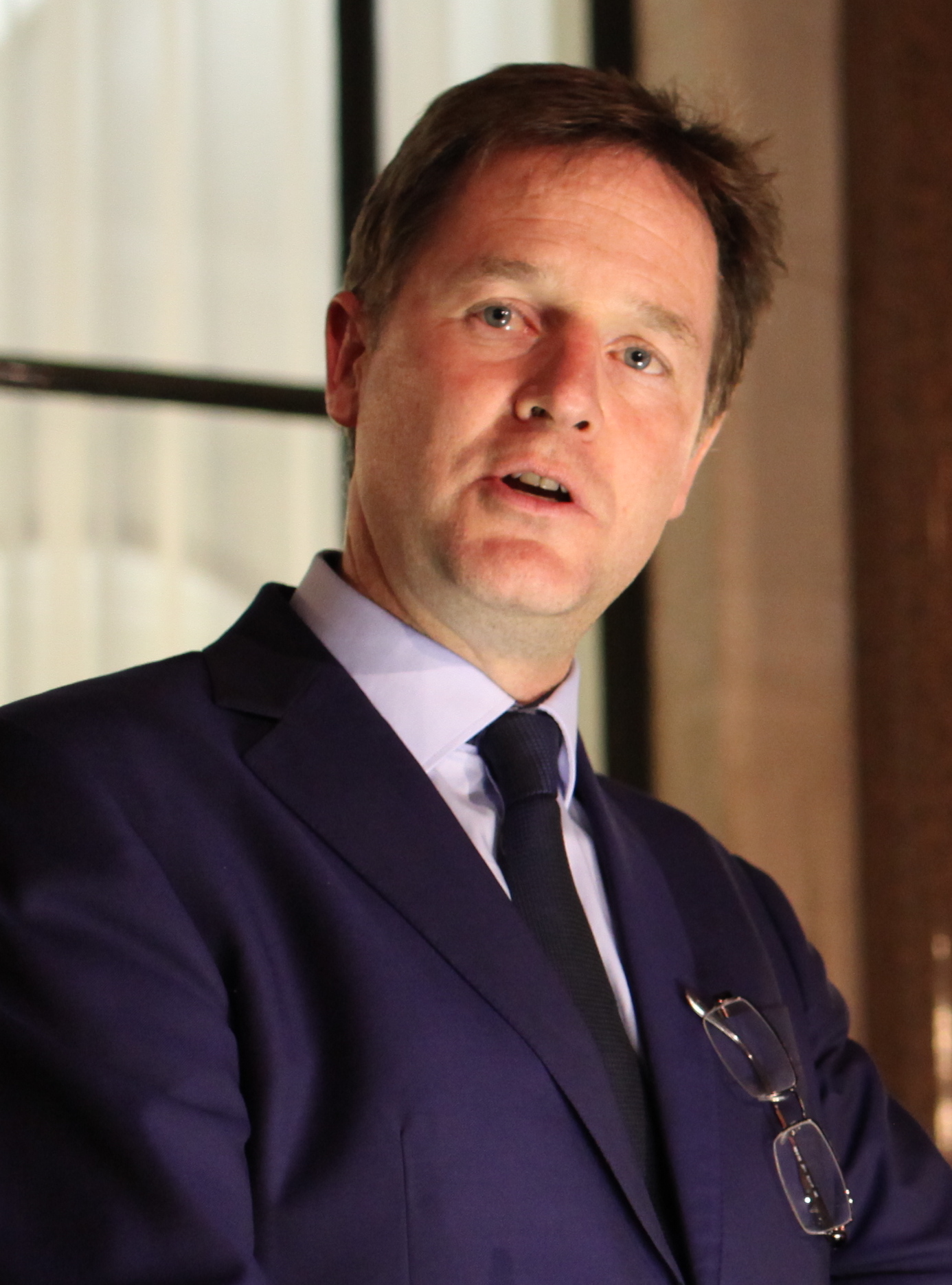
副首相ニック・クレッグ

2010年に成立したキャメロン・クレッグ連立内閣は、保守党を中心とする漸進的な貴族院改革を指向した。2012年に入ると、副首相クレッグの名で貴族院改革の第二段階達成を目論む2012年貴族院改革法案が提出された。その内容は①議員構成を公選・任命・閣僚議員の三種類に移行して爵位との関係性を絶つこと、②議会法の継続運用、③議員辞職・登院停止の認容などが盛り込まれたものであった。
その後、同法案は庶民院第二読会を通過したものの、審議途中に保守党から造反議員が出て事態は紛糾、委員会審査に移行することができなかった。そのため、クレッグ副首相は同年8月に同改革法案の廃案を表明、翌月には庶民院において正式に法案を撤回する声明を行った。

### 2014年及び2015年貴族院法
2012年貴族院改革法案は廃案となったものの、その内容の一部分は議員立法たる2014年貴族院改革法及び2015年貴族院法として結実した。
2014年貴族院改革法は議員の引退、重大な違法行為をした議員の失職を定めた法律で、2014年5月14日に女王裁可を経て成立した。
2015年貴族院法は、決議によって議員の除名及び登院停止を認める法律で、2015年3月26日の裁可を経て施行されている。また時を同じくして、イングランド国教会における主教職に女性が就任することを認める2015年聖職貴族(女性)法も成立している。
こうした法制定が次々となされた背景には、ブラウン政権期に急増した一代貴族が問題となっており、自発的な引退や請暇の強化が促されるという側面もあった。

### 2016年世襲貴族段階的廃止法案
労働党のグロコット卿は2016年に世襲貴族の段階的廃止を盛り込んだ法案を提出したが、保守党の第2代トレフガン男爵によって議事妨害を敢行された結果、廃案に追い込まれている。

### 註釈
1. ↑  1911年議会法は金銭法案審議における庶民院による優越を規定したもので、その前文において『世襲ではなく人民を基礎にして構成された第二院を現存の貴族院に代替することが企図されている。』と謳っている。
他方、1949年議会法は金銭法案のみならず一般法案も含めて庶民院の意思が反映される旨を規定した議会制定法。
2. ↑  対する保守党は1832年総選挙（英語版）以来の大敗を喫している[17]。
3. ↑  同法案は、欧州議会選出方法変更に伴って英国内法を改正するもので、最終的には議会法を適用したブレア政権のもと強行成立を果たした。同法施行によって、単純小選挙区制から比例代表制に改正された[21]。
4. ↑  女王演説に際しては、議員は清聴することが慣例であり、この年のように騒然となるのは非常に異例の状況といえる[26]。
5. ↑  クランボーン卿による妥協とは、後述するウェザリル修正の話合いのことを指す。
6. ↑  バーフォード伯爵（英語版）(セント・オールバンズ公爵家嫡男)は、審議の最中に大法官席へ詰め寄って「本法は叛逆的」などと騒ぎ立てて演説したため、貴族院議場より追い出される一幕があった[49][50]。
7. ↑  本法に言う世襲貴族には英国皇太子の帯びるプリンス・オブ・ウェールズ及びチェスター伯爵も含まれている。ただし厳密に言えば、この2つの爵位は儀礼称号であって世俗貴族爵位ではない。
8. ↑  式部卿職はウェストミンスター宮殿の両院に属さない部分を管理する役職。同職は、オックスフォード伯爵家の末裔たる姉妹の子孫が英国君主の代替わりごとに交替しつつ世襲している。現在は妹の子孫であるチャムリー侯爵家。
9. ↑  クィンティン・ホッグは1963年にヘイルシャム子爵を爵位一代放棄している。なお、ホッグのように爵位一代放棄をしていた世襲貴族が一代貴族に叙された例には、ジェームズ・ダグラス＝ハミルトン（英語版）(セルカーク男爵)やマイケル・ベリー(ハートウェル男爵)などが挙げられる。
10. ↑  以下の表の人数は貴族院役員を含むため、英語版の数値とは若干異なる。
11. ↑  『デイリー・テレグラフ紙』によって議員経費の詳細なデータがすっぱ抜かれたことを発端とするスキャンダル[69]。このリークで大臣を含む各党議員の不当な使用実態が明らかになるとともに、マイケル・マーティン（英語版）庶民院議長が1695年以来となる任期途中の辞職という異例の事態となった[69]。